# Haloquadratum
Haloquadratum es un género de Archaea de la clase Halobacteriaceae. El nombre Haloquadratum significa "cuadrado salino". La primera especie descubierta, Haloquadratum walsbyi, vive en aguas hipersalinas y es bastante inusual puesto que sus células son planas y rectangulares (como un sello de correos).

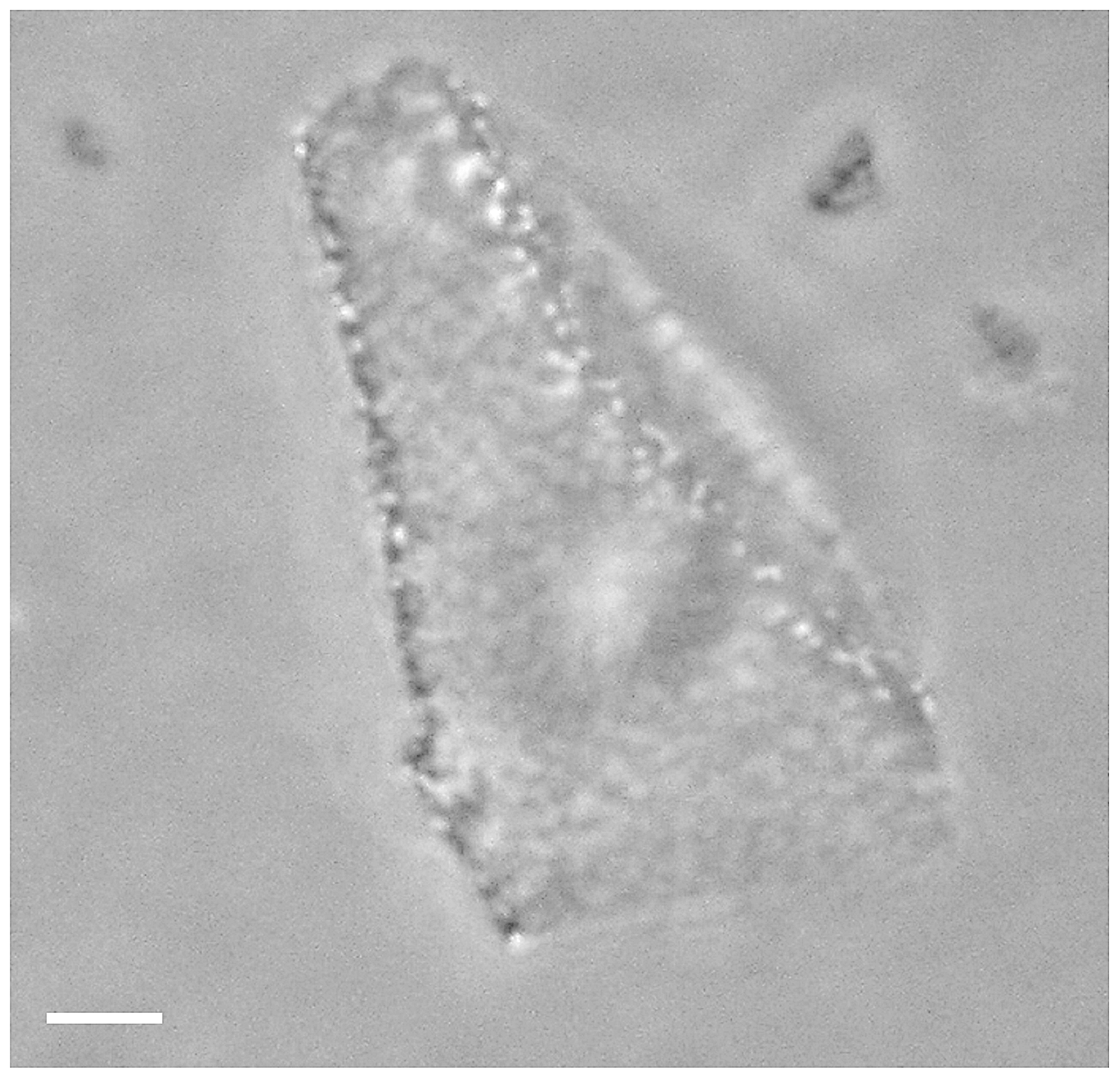
Microfotografía de Haloquadratum walsbyi.

### Revistas científicas
- Burns DG, Camakaris HM, Janssen PH, Dyall-Smith ML (2004). «Cultivation of Walsby's square haloarchaeon». FEMS Microbiol. Lett. 238: 469-473. PMID 15358434.
- Oren A, Ventosa A (2000). «International Committee on Systematic Bacteriology Subcommittee on the taxonomy of Halobacteriaceae. Minutes of the meetings, 16 August 1999, Sydney, Australia». Int. J. Syst. Evol. Microbiol. 50: 1405-1407. PMID 10843089.

### Libros científicos
- Gibbons, NE (1974). «Family V. Halobacteriaceae fam. nov.».  En RE Buchanan and NE Gibbons, eds., ed. Bergey's Manual of Determinative Bacteriology (8th ed. edición). Baltimore: The Williams & Wilkins Co.

- Datos: Q1961191
- Multimedia: Haloquadratum / Q1961191
- Especies: Haloquadratum